# Amur-Klasse (1960)
Die Flusskreuzfahrtschiffe der Amur-Klasse (russisch Амур, dt. Transkription: Amur), welche auch als Projekt Q-003 bekannt war, sind fluss- und kanalgängige Binnenpassagiermotorschiffe mittlerer Bauart. Die Klasse ist benannt nach dem ersten Schiff der Klasse, das den Namen des Flusses Amur trug.

## Geschichte
Die  Flusskreuzfahrtschiffsserie wurde 1960 hergestellt. Österreichische Schiffswerften AG in Korneuburg (Österreich) baute Schiffe des eigenen Entwurfs. Die Namensgebung war auf zwei bedeutende Flüsse der UdSSR begrenzt.  Eingesetzt waren die Schiffe unter sowjetischer Flagge auf der Donau auf verschiedenen Kreuzfahrtstrecken zwischen Ismajil und Passau, Heimathafen war Ismajil.

## Technik
In den 2000er Jahren wurden die Schiffe modernisiert und für neue Verhältnisse umgebaut. Die Schiffe verfügen über einen Dieselantrieb mit zwei reversierbaren Viertakt-Hauptmotoren Deutz RBV8M 545.

## Ausstattung
Alle komfortablen Zwei- und Dreibett-Kabinen sind mit Klimaanlage ausgestattet.
An Bord befinden sich laut Projekt u. a. ein Restaurant, eine Bar und Musiksalon.

## Liste der Schiffe Projekt Q-003 in der Ursprungs- und englischen Sprache
In der Liste ist der Ursprungsname des Flusskreuzfahrtschiffes angegeben, die anderen Namen stehen in Klammern in chronologischer Reihenfolge:
Flusskreuzfahrtschiffe des Projekts Q-003:
| Schiffe der Amur-Klasse | Schiffe der Amur-Klasse  | Schiffe der Amur-Klasse |
| lfd. Nr.                | Originaler Ursprungsname | Seine englische Version |
| ----------------------- | ------------------------ | ----------------------- |
| 1                       | Амур                     | Amur                    |
| 2                       | Дунай                    | Dunay                   |

## Übersicht
| Schiffe der Amur-Klasse | Schiffe der Amur-Klasse | Schiffe der Amur-Klasse | Schiffe der Amur-Klasse | Schiffe der Amur-Klasse    | Schiffe der Amur-Klasse | Schiffe der Amur-Klasse | Schiffe der Amur-Klasse |
| Baumonat und -jahr      | Baunummer               | Bild                    | Name                    | erste Reederei             | Heimathafen             | Flagge                  | Umbenennungen und Verbleib |
| ----------------------- | ----------------------- | ----------------------- | ----------------------- | -------------------------- | ----------------------- | ----------------------- | --- |
| Juni 1960               | 596                     |                         | Amur                    | Sowjet-Donau-Flussreederei | Ismajil → Budapest      | →                       | gestrichen Juni 2012, verschrottet in Komárno |
| April 1960              | 595                     |                         | Dunay                   | Sowjet-Donau-Flussreederei | Ismajil                 | →                       | Radfahrer-Base seit 10. Oktober 2006 aufgelegt in Ismajil aus dem Registerbuch gestrichen nach 11. April 2011, stand zum Verkauf auf der Webseite der UDP (Ukrainische Donau-Reederei), gestrichen und im August 2017 verschrottet |

### (A)
- Volga-Klasse, Projekt Q-031
- Maksim-Gorkiy-Klasse, Projekt Q-040
- Vasiliy-Surikov-Klasse, Projekt Q-040A
- Ukraina-Klasse, Projekt Q-053
- Anton-Chekhov-Klasse, Projekt Q-056
- Sergey-Yesenin-Klasse, Projekt Q-065

### (CZ)
- Rossiya-Klasse, Projekt 785
- Oktyabrskaya-Revolyutsiya-Klasse, Projekt 26-37
- Valerian-Kuybyshev-Klasse, Projekt 92-016

### (D)
- Rodina-Klasse, Projekt 588
- Baykal-Klasse, Projekt 646
- Vladimir-Ilyich-Klasse, Projekt 301
- Dmitriy-Furmanov-Klasse, Projekt 302

### (H)
- Dunay-Klasse, Projekt 305